# Jack O'Connell (scrittore)
Jack O'Connell (Worcester, 25 dicembre 1959 – Worcester, 1º gennaio 2024) è stato uno scrittore statunitense.

## Biografia
Nacque il 25 dicembre 1959 a Worcester, nel Massachusetts, e conseguì un B.A. al College of the Holy Cross nel 1981.
Dopo un primo racconto, Nevada, pubblicato sul New England Review nel 1986, esordì nel 1992 con il romanzo Box Nine, un noir ambientato (come le successive tre opere) nella città immaginaria di Quinsigamond nel quale il giallo incontra e si mescola con la fantascienza.
Premiato nel 2010 con il Grand Prix de l'Imaginaire e il Prix Mystère de la critique per il quinto romanzo, The Resurrectionist, visse nella sua città natale con la moglie e i due figli.
Morì a Worcester dopo una breve malattia il 1º gennaio 2024, pochi giorni dopo aver compiuto 64 anni.

## Opere

### Serie Quinsigamond
- Box Nine (1992)
- Wireless (1993)
- Il tempio della pelle (The Skin Palace, 1996), Milano, Garzanti, 2002 traduzione di Maura Parolini e Matteo Curtoni ISBN 88-11-66238-9.
- Il Verbo si è fatto carne (Word Made Flesh, 1999), Milano, Garzanti, 2000 traduzione di Maura Parolini e Matteo Curtoni ISBN 88-11-68535-4.

### Altri romanzi
- The Resurrectionist (2008)

## Premi e riconoscimenti
- Grand Prix de l'Imaginaire: 2010 vincitore nella categoria romanzo straniero con The Resurrectionist
- Prix Mystère de la critique: 2010 vincitore nella categoria romanzo straniero con The Resurrectionist